# 美國陸軍第19特種部隊群
第19特種部隊群（英語：19th Special Forces Group，19th SFG）是美國陸軍特種部隊的兩個美國國民警衛隊單位之一，總部位於猶他州德雷珀威廉斯營，而下屬單位分散在九個不同的州，其任務通常是負責支援第1特種部隊群和第5特種部隊群，雖然是國民警衛隊，但第19特種部隊群的選拔和訓練標準與正規軍的特種部隊相同。

## 歷史
第19特種部隊群的起源可以追朔到第二次世界大戰期間的第1特種勤務部隊第三團第1營第1連。第1特種部隊第19特種部隊群於1960年在正規軍中重組，隔年被改為國民警衛隊，以猶他州陸軍國民警衛隊為主力，在接下來的30年中不斷進行重組，反恐戰爭期間也多次前往伊拉克及阿富汗地區值勤。
在喬治·弗洛伊德抗議期間，第19特種部隊群被部署到華盛頓特區並駐紮在白宮外圍，軍隊佩戴特種部隊臂章和標籤引起民眾質疑為什麼需要特種部隊鎮暴。後來國民警衛隊指揮官下令將特種部隊的徽章取下，以避免造成爭議。

- 2004年，一位第19特種部隊群士兵在阿薩達巴德更換悍馬車輪胎時使用M60機槍警戒，旁邊可以看到一支AT4火箭筒。
- 2010年，第19特種部隊大隊第2營的士兵在印第安納州阿特伯里營訓練時使用指南針檢查路線。
- 2020年，第19特種部隊群準備被派往華盛頓特區，黑色衣服人員隸屬於聯邦監獄局特種行動反應小組。

## 組織
- 群部與群部連-（猶他州）
- 第1營
  - 營部與營部分遣隊-（猶他州）
  - A連-（華盛頓州）
  - B連-（猶他州）
  - C連-（加利福尼亞州）
  - 支援連-（猶他州）
- 第2營
  - 營部與營部分遣隊-（西維吉尼亞州）
  - A連-（羅德島洲）
  - B連-（俄亥俄州）
  - C連-（西維吉尼亞州）
  - 支援連-（西維吉尼亞州）
- 第5營
  - 營部與營部分遣隊-（科羅拉多州）
  - A連-（德克薩斯州）
  - B連-（科羅拉多州）
  - C連-（德克薩斯州）
  - 支援連-（科羅拉多州）
- 群支援營-（猶他州）
  - 營部與營部連
  - A連
  - B連
  - C連
  - F連
- 第197特種部隊支援連
- 第190化兵分遣隊